# Farouk Asvat
Farouk Asvat (1952) is een Zuid-Afrikaans journalist en dichter.
Asvat is woonachtig in Johannesburg, waar hij werkt als arts en journalist.  In de jaren zeventig was hij betrokken bij de literaire kring "Black Thoughts".  Wegens politieke activiteiten werd hem een 'Banning Order' opgelegd tot 1978.

## Oeuvre
● The Time Of Our Lives (poëzie, 1982, 2007, 2014): Gedichten in standaard-Engels en de 'Tsotsi-taal', 
een variant zoals door zwarte jongeren in steden gesproken wordt. 
● A Celebration Of Flames (poëzie, 1987, 2007, 2014 editions): Met deze bundel won Asvat de Vita-prys. 
● The Wind Still Sings Sad Songs (poëzie, 2006, 2014). 
● Bra Frooks … (poëzie, 2006, 2014): in standaard-Engels, Afrikaans en de 'Tsotsi-taal'. 
● I Dream In Long Sentences (poëzie, 2015). 
● Sadness In The House Of Love (roman, 2015). 
● The Gathering Of The Storm (roman, 2016). 
● Weapons of Words (vergelijkende literatuur & literaire kritiek, 2016). 
● The Paanies Are Coming (korte verhalen, 2017): in standaard-Engels, Afrikaans en de 'Tsotsi-taal'. 
● In The House Of Love (roman, 2017): in standaard-Engels, Afrikaans, 'Kaapse skollie' en de 'Tsotsi-taal'. 
● This Masquerade (korte verhalen, 2019): in standaard-Engels. 